# Jane Jarvis
Jane Jarvis (de soltera Nossette; 31 de octubre de 1915 - 25 de enero de 2010) fue una pianista de jazz estadounidense. También es conocida por su trabajo como compositora, organista de estadios de béisbol y ejecutiva de la industria musical.

## Biografía
Jarvis nació en Vincennes, Indiana; sus padres fueron Charles y Luella Nossette. Fue reconocida como una prodigio del piano a la edad de cinco años y estudió con un profesor de la Universidad de Vincennes cuando era niña. Su familia se mudó a Gary, Indiana poco después, y Jarvis fue contratada para tocar el piano en la estación de radio WJKS en Gary en 1927. Quedó huérfana a los 13 años cuando sus padres murieron en un accidente de tren y automóvil y regresaron a Vincennes, donde se graduó de la escuela secundaria en 1932. Continuó sus estudios en el Conservatorio de Música de Chicago, el Conservatorio de Música de Bush, la Universidad Loyola de Chicago y laUniversidad DePauw.
En 1954, Jarvis trabajaba en la televisión, en la estación WTMJ-TV en Milwaukee, presentando un programa titulado «Jivin' with Jarvis» mientras se desempeñaba como pianista y organista. En ese momento, los Bravos de Milwaukee acababan de mudarse de Boston y la buscaron para que fuera la organista del Estadio del Condado de Milwaukee. En una entrevista de 1984, Jarvis le dijo a John S. Wilson de The New York Times que ella preguntó cuándo podría interpretar y un oficial de los Bravos respondió: "Cuando el árbitro dice 'Tres outs'". Jarvis, una neófita del deporte, preguntó entonces: "¿Y cuándo sería eso?".
Jarvis se quedó con los Bravos durante ocho temporadas y luego se fue a la ciudad de Nueva York, donde asumió un puesto en la corporación Muzak como compositora y arreglista. Se convertiría en vicepresidenta corporativa y directora de grabación y programación.
En 1964, los Mets de Nueva York la contrataron para tocar el órgano en el Shea Stadium. Ella es recordada en Shea por tocar la canción principal de los Mets, "Meet The Mets" (música y letra de Ruth Roberts y Bill Katz), que debutó en la temporada de 1963 antes de cada juego en casa, seguida por la composición de Jarvis "Let's Go Mets", cuando el equipo salió al campo.
Jarvis dejó Muzak en 1978 y al año siguiente dejó a los Mets para concentrarse en su primer amor musical, el piano de jazz. Se convirtió en intérprete en los clubes nocturnos de Nueva York, tocando con frecuencia junto al bajista Milt Hinton. Fue integrante fundadora del Statesmen of Jazz, un grupo de músicos de jazz de 65 años o más patrocinado por la Federación Estadounidense de Sociedades de Jazz, y apareció en su álbum de 1994. Tocó con este grupo en los Estados Unidos, así como en Japón y en otros lugares.
Jarvis publicó varios álbumes de sus composiciones de piano de jazz, incluidos Jane Jarvis Jams (1995) y Atlantic/Pacific (2000). JazzTimes describió a Jane como "una maravillosa intérprete de ensamble; su conocimiento musical es enciclopédico y su comunicación musical es de primera categoría". Además de Hinton, Jarvis ha colaborado a menudo con el trombonista Benny Powell y el bajista Earl May. Como miembro de ASCAP, también tenía más de trescientas composiciones en su haber.
Jarvis, casada y divorciada tres veces, vivía en Cocoa Beach, Florida, donde fue honrada en 2003 por la Space Coast Jazz Society por su trayectoria. Después de regresar a Nueva York, fue desplazada de su residencia en 2008 cuando una grúa de construcción colapsó, dañando su edificio en East 50th Street.
Jarvis pasó los últimos años de su vida en el Lillian Booth Actors Home en Englewood, Nueva Jersey. Le sobrevivió un hijo, Brian; una hija, Jeanne; y varios nietos y bisnietos.

## Discografía

### Como solista
- Atlantic–Pacific (Arbors)
- Jane Jarvis Jams (Arbors)

### Con otros
With Statesmen of Jazz
- Statesmen of Jazz[13]